# Skateboard ai I Giochi panamericani giovanili
Le competizioni di Skateboard ai I Giochi panamericani giovanili si sono svolte  26 novembre a Cali, in Colombia

## Podi

### Ragazzi
| Evento          | Oro          | Argento     | Bronzo              |
| Street maschile | Lucas Rabelo | Angelo Caro | Juan Carlos Polania |

### Ragazze
| Evento           | Oro         | Argento        | Bronzo            |
| Street femminile | Pamela Rosa | Itzel Granados | Ramsey Poe Pinson |